# The Holme

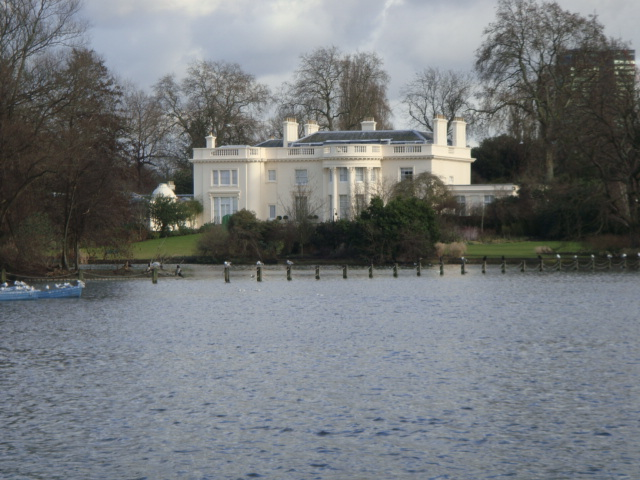
The Holme en 2009

The Holme (en Saxon : île de la rivière) est un hôtel particulier situé dans Inner Circle, près de Regent's Park, dans la Cité de Westminster, à Londres, en Angleterre. Il a été conçu par Decimus Burton comme résidence pour la famille Burton. Il a été construit en 1818 par la compagnie de James Burton, qui a ensuite vécu dans la ville,. Guy Williams, un architecte de l'architecture, l'a décrite comme «l'une des résidences privées les plus désirables à Londres». Le critique en architecture Ian Nairn a écrit à propos de la maison: "Si vous voulez une définition de la civilisation occidentale en une seule vue, alors la voici". La maison est entourée de quatre hectares de jardins et appartient au prince Khaled Alwaleed, membre de la famille royale saoudienne.

## Description
The Holme était la deuxième villa construite à Regent's Park et la première de celles conçues et construites par la famille Burton. Bien que la maison semble comporter deux étages, il y en a trois, les bureaux étant situés dans un sous - sol. L'entrée se fait sous un portique et des frontons de style ionique. Il a un arc ou une rotonde ornée de quatre colonnes; l'arc est surmonté d'un comble et recouvert d'une coupole bien proportionnée. Les rénovations ont eu lieu en 1911 avec l'ajout d'ailes, et à nouveau en 1935 lorsqu'une balustrade a remplacé un dôme existant. 